# The Crook and the Girl
The Crook and the Girl é um filme mudo norte-americano de 1913, do gênero drama, dirigido por Anthony O'Sullivan.

## Elenco
- Lionel Barrymore
- Harry Carey
- Claire McDowell
- Hector Dion
- William J. Butler